# Зиммерталь
Зиммерталь (нем. Simmertal) — община в Германии, в земле Рейнланд-Пфальц. 
Входит в состав района Бад-Кройцнах. Подчиняется управлению Кирн-Ланд.  Население составляет 1942 человека (на 31 декабря 2010 года). Занимает площадь 8,08 км².